# John Russell Fearn
John Francis Russell Fearn, noto anche con lo pseudonimo di Vargo Statten (Worsley, 5 giugno 1908 – 18 settembre 1960), è stato un autore di fantascienza e western britannico.
Scrittore molto prolifico, pubblicò romanzi anche con vari pseudonimi quali Thornton Ayre, Polton Cross, Geoffrey Armstrong, John Cotton, Dennis Clive, Ephriam Winiki, Astron Del Martia e altri.

## Biografia
John Francis Russell Fearn nacque a Worsley vicino a Manchester nel 1908.
Iniziò a scrivere fin da giovane, ma esordì solo nel 1933 con un racconto tipo superuomo chiamato The Intelligence Gigantic. Conclusa la seconda guerra mondiale, dopo aver svolto vari lavori, ricominciò a scrivere divenendo quella la sua unica attività e stipulò un contratto che lo avrebbe legato alla casa editrice Scion.
Scrisse, pur essendo sotto contratto con la Scion, quattro opere per un editore concorrente, Stephen Frances di Londra, firmandole Astron Del Martia (pseudonimo coniato dall'editore): The Trembling World (1949), Dawn of Darkness (1951), Space Pirates (1951) e Interstellar Espionage (1952), ma solo la prima è stata sicuramente scritta da Fearn mentre gli altri romanzi scritti da altri furono pubblicati sulla scia del successo di The Trembling World destinato al mercato americano ma finito poi su quello inglese. 
La serie The Golden Amazon è costituita da quattro romanzi con protagonista una superdonna, scritti tra il 1944 e il 1961 con lo pseudonimo di Thornton Ayre. Le opere scritte nel 1950 risentono dell'influenza di Edgar Rice Burroughs. L'ultimo romanzo scritto da Fearn e pubblicato postumo con lo pseudonimo di Del Martia è One Against Time che risulta molto simile a Stranger in Our Midst.
È accusato dai critici letterari della sua epoca di non rispettare pienamente basi scientifiche. Scrive Mathematica dove la realtà è concepita come onde di probabilità e tratta concetti di fisica superiore. La sua prosa è simile a quella di Van Vogt: ricca di inventiva, dramma e sorprese. Solo dopo la sua morte è stato considerato uno dei maggiori esponenti di quella che venne definita l'epoca d'oro della fantascienza.

### Vargo Statten
Vargo Statten è lo pseudonimo più famoso di Fearn che lo usò, dopo un ventennio di attività sui mercati americani, a partire dal 1950 e fino al 1956 per scrivere per l'editore Scion Ltd. di Londra. Con questo stratagemma Statten rieditò moltissime trame americane scritte e pubblicate da Fearn adattandole ai gusti e alle esigenze del mercato inglese. I romanzi riscossero un gran successo, vennero tradotti in molte lingue tra cui l'italiano e tra questi si annoverano La forza invisibile, Ora zero, Il maestro di Saturno, L'oro viene dal cielo, Gli eredi della Luna.
Quando i romanzi di Vargo Statten furono pubblicati si scatenò una sorta di caccia al vero scrittore originale, perché la casa editrice Scion pubblicava mensilmente un romanzo di ottima qualità, produzione impossibile per qualsiasi prolifico scrittore.
In realtà Fearn, oltre a Statten, usò moltissimi pseudonimi che ancora negli anni ottanta venivano scoperti da Philip Harbottle, il maggiore studioso delle opere dello scrittore.
La casa editrice Scion, sull'onda del grande successo dei primi romanzi, pubblicò successivamente la Vargo Statten Science Fiction Magazine, diretta da Alistair Paterson che usò anch'egli lo pseudonimo di Vargo Statten. Paterson tuttavia venne sostituito dopo l'uscita di pochi numeri dallo stesso Fearn, che ripubblicò riadattate numerose opere del mercato americano e che vi lavorò fino alla morte.

## Pseudonimi
Gli pseudonimi usati dallo scrittore: Vargo Statten, Earl Titan, Volsted Gridban, Thornton Ayre, Astron Del Martia, Spike Gordon, Conrad G. Holt, Paul Lorraine, Hugo Blayn, Brian Shaw, Frank Jones, John Cotton, Ephriam Winiki, Dennis Clive, Laurence F. Rose, K. Thomas, Dom Passante, Mark Denholm, Griff, Geoffrey Armstrong, Polton Cross.

## Opere

### Romanzi
- The Intelligence Gigantic, 1933; 1943
- Brain of Light, 1934
- The Man who Stopped the Dust, 1934; 1953 come The Dust Destroyer e il nome di Vargo Statten
- Invaders from Time, 1934
- He never Slept, 1934
- Before Earth Came, 1934
- Earth's Mausoleum, 1935
- Liners of Time, 1935, 1947
- Mathematica, 1936; 1952 come To The Ultimate e il nome di Vargo Statten
- Mathematica Plus, 1936
- Subconscious, 1936
- Deserted Universe, 1936
- The Great Illusion, 1936
- Dynasty of the Small, 1936
- Ipnodelitto (Experiment in Murder, 1936)
- The Stain that Grew, 1936
- Metamorphosis, 1937; 1950 come The Sun Makers e il nome di Vargo Statten
- Words Within, 1937; 1952 come The Inner Cosmos e il nome di Vargo Statten
- Seeds from Space, 1937
- Brain of Venus, 1937
- Menace from the Microcosm, 1937
- Death Asks the Question, 1937
- Beast of the Tarn, 1937
- Dark Eternity, 1937
- The Red Heritage, 1938; 1950 come The Avenging Martian e il nome di Vargo Statten
- La stella fuggiasca (The Blue Infinity, 1938; 1951 come The Renegate Star e il nome di Vargo Statten)
- Death at the Observatory, 1938
- The Red Magician, 1938
- Through Earth's Core, 1938
- Lords of 9016, 1938
- Wings Across the Cosmos, 1938; anche con il nome di Polton Cross
- A Summons from Mars, 1938
- Glass Nemesis, 1938
- The Circle of Life, 1938
- The Wailing Hybrid, 1938
- Thoughts that Kill, 1939
- Secret of the Buried City, 1939
- Climatica, 1939
- She Walked Alone, 1939
- Black Empress, 1939
- The Misty Wilderness, 1939
- Leeches from Space, 1939
- Qeen of Venus, 1940
- War of the Scientists, 1940
- He Conquered Venus, 1940; 1953 come Pioneer 1990 e il nome di Vargo Statten
- Phantom from Space, 1940
- The Cosmic Juggernaut, 1940
- The Golden Amazon Returns, 1941; anche con il nome di Thornton Ayre
- The Cosmic Derelict, 1941
- The Creation's End, 1941
- The Last Hours, 1942
- Arctic God, 1942; anche con il nome di Frank Jones
- Martian Miniature, 1942
- Vagabondo del tempo (Wanderer of Time, 1944; anche con il nome Polton Cross)
- The Ultimate Analysis, 1944
- Aftermath, 1945
- Interlink, 1945
- Other Eyes Watching, 1946; con il nome di Polton Cross
- The Multillionth Chance, 1946; 1950 come Nebula X e il nome di Vargo Statten
- The Unbroken Chain, 1946
- Last Conflict, 1946
- The Sweet Mystery of Life, 1946
- Slaves of Ijax, 1947
- The Arbiter, 1947
- Dopo l'atomo (After the Atom, 1948)
- Operation Venus, 1949; anche con il nome di Vargo Statten
- Account Settled, 1949; anche con il nome di John Russell
- Stranger in our Midst, 1950; 1952 come The Man from Tomorrow e il nome di Vargo Statten
- Black-Out, 1950; anche come Black Saturday
- What Happened to Hammond?, 1951; anche con il nome di Hugo Blayn
- The Red Insect, 1951; anche con il nome di Vargo Statten
- Agguato nel tempo (Glimpse, 1952); 1952 come Across the Ages e il nome di Vargo Statten; 1941 come Across the Ages e il nome di Dom Passante
- Deadline, 1952; 1953 come Zero Hour e il nome di Vargo Statten
- Flight of the Vampires, 1952
- Liquid Death, 1953; anche come Griff
- Le ali nere di Marte (Winged Pestilence, 1953; 1953 come Black-Wing of Mars e il nome di Vargo Statten)
- Survivor of Mars, 1953; anche con il nome di Vargo Statten
- Man in Duplicate, 1953; anche con il nome di Vargo Statten
- Intrigo cosmico (Man of Two Worlds, 1953); anche con il nome di Vargo Statten
- The Lie Destroyer, 1953; anche con il nome di Vargo Statten
- After the Atom, 1953; 1953 come Scourge of the Atom e il nome di Volsted Gridban
- Alice, Where Art Thou, 1954; anche con il nome di Volsted Gridban
- Brief Gods, 1954
- The Frozen Limit, 1954; anche con il nome di Volsted Gridban
- The Multi-Man, 1954; anche con il nome di Vargo Statten
- I Spy, 1954; 2006; anche con il nome di Vargo Statten
- World Out of Step, 1956
- The Shadow People, 1957
- Kingpin Planet, 1957
- Manton's World, 1958
- Dwellers in Darkness, 1958
- World in Reverse, 1958
- World in Duplicate, 1959
- Climate Incorporated, 1959
- Judgment Bell, 1960
- Into the Unknown, 1970
- The Ghost Sun, 1970
- Rule of the Brains, 1970
- The Slitherers, 1970
- From Afar, 1982
- No Grave Need I, 1984
- Black Outlook, 1991
- He Walked on Air, 1991
- Aftermath, 1996
- The Silver Disc, 1998
- A Matter of Vibration, 1999
- Later Than You Think, 2000
- Endless Day, 2001
- The Thirty-First of June, 2002
- Z Formations, 2003
- The Black Terror, 2003
- Foolproof, 2003
- Safety in Numbers, 2003
- Boomerang, 2003
- Last Extra, 2003
- The Genial Dinosaur, 2003
- Land's End, 2005
- The Golden Amazon of Venus, 2006
- Fool's Paradise, 2009
- The Silent World, 2011

### Serie
- Golden Amazon, pubblicata con lo pseudonimo di Thornton Ayre
  1. The Golden Amazon, 1939-1943; 1944
  2. The Golden Amazon Returns, 1945
  3. The Golden Amazon's Triumph, 1946; 1953
  4. The Amazon's Diamond Quest, 1947; 1953
  5. Twin of the Amazon, 1948; 1954
  6. The Amazon Strikes Again, 1948; 1954
  7. Conquest of the Amazon, 1949
  8. Lord of Atlantis, 1949
  9. The Deathless Amazon, 1949
  10. Triangle of Power, 1950
  11. Amethyst City, 1951
  12. Daughter of Golden Amazon
  13. Quorne Returns
  14. The Central Intelligence, 1953
  15. The Cosmic Crusaders, 1955
  16. Parasite Planet, 1955
  17. World Out of Step, 1956
  18. The Shadow People, 1957
  19. Kingpin Planet, 1957
  20. World in Reverse, 1958
  21. Dwellers in Darkness, 1958

- Adam Quirke, pubblicata anche con lo pseudonimo di Volsted Gridban
  1. The Master Must Die, 1953
  2. The Lonely Astronomer, 1954
- Clayton Drew
  1. Emperor of Mars
  2. Warrior of Mars
  3. Red Men of Mars
  4. Goddess of Mars
- Herbert the Dinosaur, pubblicata con lo pseudonimo di Volsted Gridban
  1. Exit Life, 1953
  2. A Thing of the Past, 1953
  3. The Genial Dinosaur, 1954
- Jungle Novels, pubblicata con lo pseudonimo di Earl Titan
  1. The Gold of Akada, 1951
  2. Anjani the Mighty, 1951
- Zagribud, 1937-1938; 1952 come Science Metropolis e il nome di Vargo Statten

### Come Vargo Statten

#### Romanzi
- Operation Venus, 1949; anche con il nome di John Russell Fearn

- Operation Venus, 1950
- The Sun Makers, 1950; 1937 come Metamorphosis e il nome di John Russell Fearn
- Nebula X, 1950; 1946 come The Multillionth Chance e il nome di John Russell Fearn
- Annihilation, 1950
- The Micro-Men, 1950
- Wanderer of Space, 1950
- 2000 Years On, 1950
- Inferno!, 1950
- The Cosmic Flame, 1950

- The Avenging Martian, 1951; 1938 come Red Heritage e il nome di John Russell Fearn
- Cataclysm, 1951; 1944 come The Devouring Tide e il nome di Polton Cross
- Deadline to Pluto, 1951
- The Red Insect, 1951; anche con il nome di John Russell Fearn
- The Renegate Star, 1951; 1938 come Blu Infinity e il nome di John Russell Fearn
- The Petrified Planet, 1951
- Born of Luna, 1951
- The Devouring Fire, 1951
- The Catalyst, 1951
- The New Satellite, 1951

- The Space Warp, 1952
- The Time Bridge, 1952; 1942 come Prisoner of Time e il nome di Polton Cross
- The Inner Cosmos, 1952; 1937 come Worlds Within e il nome di John Russell Fearn
- The Last Martian, 1952
- The Eclipse Express, 1952
- Science Metropolis, 1952; 1937 come Zagribud e il nome John Russell Fearn
- The Time Trap, 1952
- The G-Bomb, 1952; 1941 come The Last Secret Weapon con il nome di Polton Cross
- Laughter in Space, 1952
- Worlds to Conquer, 1952
- De-Creation, 1952
- Il numero dell'Infinito (To the Ultimate, 1952; 1936 come Mathematica e il nome di John Russell Fearn)
- The Man from Tomorrow, 1952; 1950 come Stranger in our Mist e il nome di John Russell Fearn
- Agguato nel tempo (Across the Ages, 1952; 1952 come Glimpse e il nome di John Russell Fearn)

- Ora zero (Zero Hour, 1953; 1952 come Deadline e il nome di John Russell Fearn)
- Ultra Spectrum, 1953
- Man in Duplicate, 1953; anche con il nome di John Russell Fearn
- The Black Avengers, 1953
- Odyssey of Nine, 1953
- The Interloper, 1953
- Pioneer 1990, 1953; 1940 come He Conquered Venus e il nome di John Russell Fearn
- Intrigo cosmico (Man of Two Wolds, 1953; anche con il nome di John Russell Fearn)
- The Lie Destroyer, 1953; anche con il nome di John Russell Fearn
- Black Bargain, 1953
- The Grand Illusion, 1953
- The Dust Destroyer, 1953; 1934 come The Man who Stopped the Dust e il nome di John Russell Fearn
- Black-Wing of Mars, 1953; 1953 come Winged Pestilence e il nome di John Russell Fearn
- Survivor of Mars, 1953; anche con il nome di John Russell Fearn

- The Creature from the Black Lagoon, 1954
- Wealth of the Void, 1954
- A time Appointed, 1954
- Beyond Zero, 1954
- I Spy, 1954; anche con il nome di John Russell Fearn
- The Multi-Man, 1954; anche con il nome di Jhon Russell Fearn
- 1,000 Year Voyage, 1954
- Rim of Eternity, 1954
- Before Atlantis, 1954
- Reverse Action, 1954
- The Master Mind, 1954
- Something from Mercury, 1954

- Earth 2, 1955
- A Matter of Vibration, 1955
- Three's a Crowd, 1955

- Second Genesis, 1956